# Església de Sant Sabbas (Iași)
L'Església de Sant Sabbas ( romanès: Biserica Sfântul Sava) és una església ortodoxa romanesa situada al carrer Costache Negri 44 a Iași, Romania. Està dedicada a sant Sabbas el Santificat.

## Orígens i reconstrucció

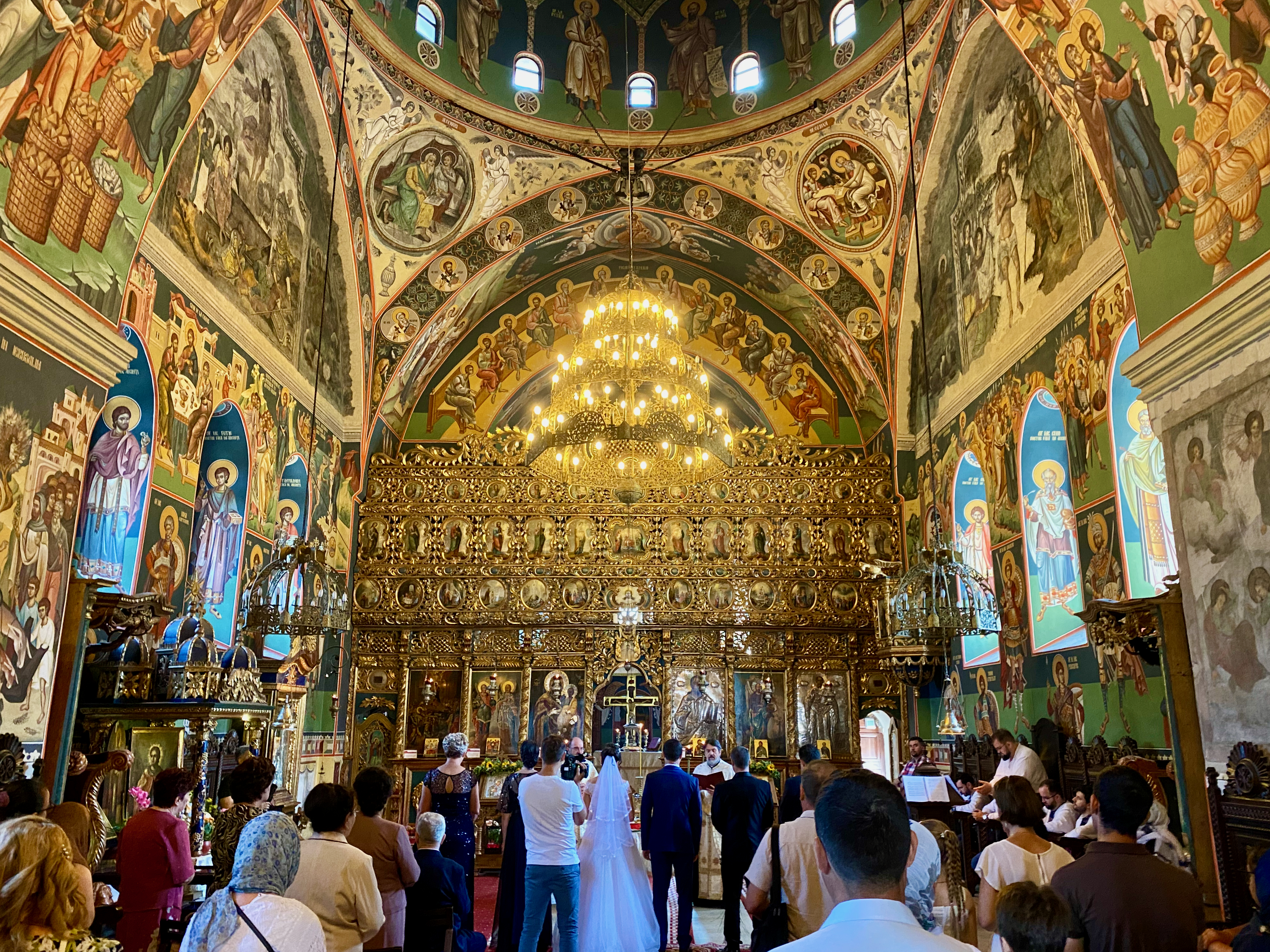
Església de Sant Sabbas (Iași)-Interior

La primera església del lloc es va construir poc després de l'any 1583, quan els monjos grecs de  Mar Saba van demanar al príncep Pere el Coix un terreny on poguessin aixecar una església. Un cop atesa la seva petició, els monjos van construir una església dedicada a la Dormició de la Mare de Déu, juntament amb cel·les, formant així un monestir. Situada sota la protecció de Mar Saba, va adquirir el nom del monestir de Jerusalem. Es creu que Pere va contribuir a la construcció de l'església, donada la seva aparició en un retrat votiu i en oracions de commemoració. La referència més clara a l'església es troba en una carta escrita per Miquel el Valent el juny de 1600. A causa de la riquesa del monestir, l'administració de les propietats moldaves pertanyents a l'⁣Església del Sant Sepulcre s'hi va situar fins a la secularització de les finques monàstiques a Romania el 1863.

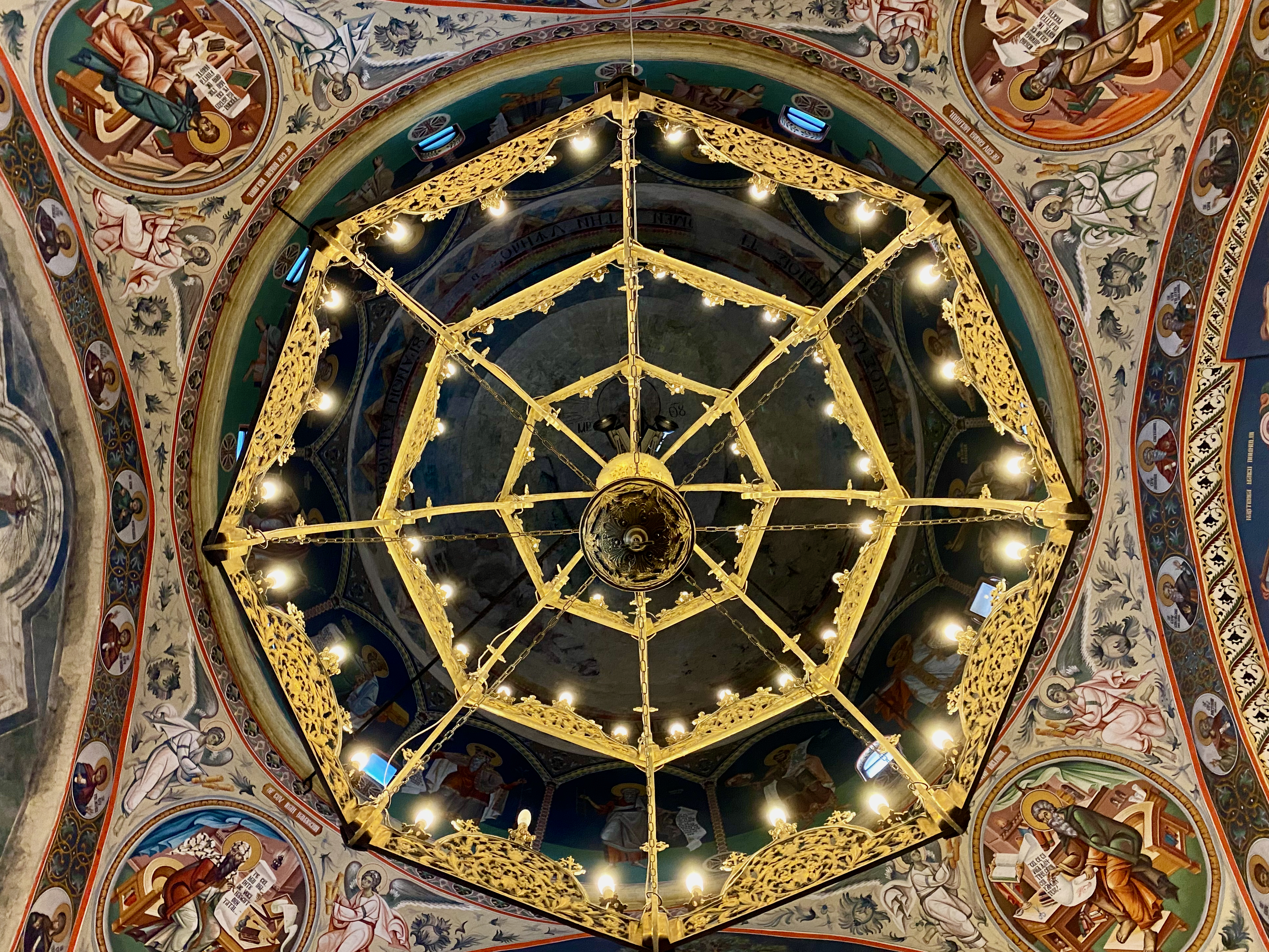
Església de Sant Sabbas (Iași)-Cúpula

Els problemes amb el terreny on es va construir van fer que la primera església es deteriorés ràpidament, un procés accelerat per la invasió tàrtara de 1624. Una altra teoria sosté que l'església va cremar a principis d'abril de 1616, juntament amb totes menys 600 de les 20.000 cases de la ciutat, en un incendi provocat per Ștefan IX Tomșa. Sigui com sigui, l'any 1625 es va construir una església completament nova. El seu ktitor era postelnic Enache Caragea, d'origen grec i emparentat amb el príncep regnant, Radu Mihnea. Va donar prop de vint pobles o parts de pobles al monestir, convertint-lo entre els més rics de Moldàvia. Caragea va morir l'any 1632 i se li va fer una luxosa làpida a l'interior de l'església, que no sobreviu. El campanar es va afegir en una data posterior, indeterminada. Hi ha tres plaques de dedicatòria, una en eslau eclesiàstic antic i dues en grec. La primera descripció supervivent és de Pau d'Alep més tard al segle XVII.